# 京都芸術デザイン専門学校
京都芸術デザイン専門学校（きょうとげいじゅつでざいんせんもんがっこう、Kyoto Institute of Design）は、京都府京都市左京区北白川上終町にある学校法人瓜生山学園の運営する2年制の私立のデザイン専門学校。併設校として京都芸術大学がある。

## 概要
前身は1983年に創立した「京都国際文化専門学校」で、2000年4月に現在の「京都芸術デザイン専門学校」と校名変更をする。それまでの大学・短大を中心とした偏差値教育の弊害から脱し、専門課程を担う教育機関の本来あるべき姿、役割、価値を真摯に見つめ直すなかで、その方針を「新専門学校宣言」として、2000年4月に採択する。人間教育を核にして産学協同教育（企業プロジェクトの実践、インターンシップの実践）により、社会が真に欲する、より専門的で人間性のゆたかな人材を育成する専門学校を目指している。2013年4月より学校法人瓜生山学園として京都造形芸術大学（現：京都芸術大学）、京都文化日本語学校と法人統合。

## 沿革
- 1983年4月 - 京都国際文化専門学校第1期生入学　初代田畑茂二郎校長就任
- 1984年4月 - 創々館新築により新町校舎より移転
- 1987年6月 - 田中貞夫校長就任
- 1989年4月 - 秀徳館新築
- 1994年4月 - 天心館新築
- 1997年4月 - 城守昌二校長就任
- 1999年6月 - 小椋秀樹校長就任
- 2000年4月 - 京都芸術デザイン専門学校と校名変更
- 2004年4月 - 京都文化日本語学校　併設校として開校
- 2005年4月 - 北村誠校長就任
- 2013年4月 - 法人統合により法人名が学校法人瓜生山学園へと変更。大野木啓人校長就任。デザイン総合学科を募集停止。
- 2015年2月 - 文部科学大臣が認定して奨励する職業実践専門課程に認定
- 2023年4月 - 冨永良子校長就任

## 学科・コース・専攻
クリエイティブデザイン学科（2年制）
- ビジュアルデザインコース
  - グラフィックデザイン専攻
  - イラストレーション専攻
  - Webデザイン専攻
  - グッズデザイン専攻
  - 動画専攻

- コミックイラストコース

- キャラクターデザインコース

- インテリアデザインコース
  - 住宅・店舗デザイン専攻（二級建築士受験資格認定課程）
  - コーディネート専攻
  - インテリア雑貨専攻

- ファッションクリエイトコース

- ハンドメイドコース

## 併設校・グループ校・交流校
- 併設校
  - 京都芸術大学
  - 京都文化日本語学校

- グループ校
  - 東北芸術工科大学

- 交流校
  - 阿佐ヶ谷美術専門学校

## 著名な出身者
- 吉尾一（イラストレーター）
- 串野真也（ファッションデザイナー）